# Thomas Smolej
Thomas Smolej (* 24. September 1982 in Villach) ist ein österreichischer Regisseur, Darsteller und Sprecher.

## Leben
Thomas Smolej wuchs in Kärnten auf, maturierte 2001 am BORG Klagenfurt im musischen Zweig (Klavier, Gesang) und erhielt im selben Jahr über die Paritätische Prüfungskommission Wien sein Diplom in Schauspiel. An der Hochschule für Musik und darstellenden Kunst Wien und privat studierte er Gesang bei Jack Poppell und Christian Koch. Eine zusätzliche Sprachausbildung absolvierte er bei Biggi Weidinger, sowie dem Studium der Theater-, Film- und Medienwissenschaft an der Universität Wien.
Thomas Smolej inszeniert (Musik-)Theaterstücke, Musicals, Kabarett- und Comedyprogramme, Shows und Events. Er steht nach wie vor selbst auf der Bühne, war von 2005 bis 2010 fixes Ensemble-Mitglied des Kabarett Simpl, arbeitet als Sprecher für Werbung, Dokumentation und Hörbücher und coacht im Bereich professionelles Auftreten, Sprache und Stimme. An der Universität Wien lehrte er „Einführung in die theoretische Sprechtechnik“ und ist seit 2012 Jury-Mitglied der Paritätischen Prüfungskommission für die Kunstgattungen Schauspiel und Musical.

## Arbeit als Darsteller (Auszug)
- Showboat (Rubberface+Jim, Stadttheater Baden, R: M.Lakner, 2019)
- Bonnie&Clyde (Sheriff Schmid, österr. EA, Stadttheater Baden, R: L.Prinsloo, 2018)
- Sternendreck (Der Blaue, UA, Kammerlichtspiele Klagenfurt, 2018)
- Kunst (Yvan, Frankenfestspiele Röttingen, R: S.Bauer, 2016)
- Sunset Boulevard (Artie Green, Frankenfestspiele Röttingen, 2016)
- Villacher Vierlacher (Solist, Comedy-Revue, Kulturhof:Sommer Villach, 2014)
- 100 Jahre Simpl (Solist, Simpl-Revue 2012/13, R: R.Frankl)
- Die Reise des Herrn Perrichon (Armand Desroches, Festspiele Eberndorf, R: J. Schlaminger, 2012)
- Die Schöne und das Biest (Biest/Prinz -Walk In Cover, Ö/D-Tour, R: C.Handler, 2011)
- NÖ Theatersommer – alle Stücke an einem Abend (Solist, Kabarett Simpl, R: W.Sobotka, 2011)
- Just so (Leopard, österr. EA, Theater der Jugend Wien, R: H.Mason, 2010)
- Klimt (Ernst Klimt, UA, Gutenstein, R: D.Welterlen, 2009)
- Das Gespenst von Canterville (Cecil, Theatersommer Haag. R: W.Sobotka, 2008)
- In 80 Tagen um die Welt (Hator+Stuart+Mayer, Theatersommer Haag, R: W.Sobotka, 2007
- Der eingebildete Kranke (Cléante, Laxenburger Kultursommer, R: Adi Hirschal, 2006)
- Das hässliche Entlein remixed (Jagdhund, Sommerspiele Lanzekirchen, R: N. Bertassi, 2005)
- Momo (Gigi, Stadttheater Wiener Neustadt, R: N.Bertassi, 2005)
- Kabarett Simpl 2005–2010: Welttag der Nudelsuppe, Zwischen allen Stühlen, Kein schöner Land, Ein großes Gwirks, Ich bin Viele. R: D.Schmidinger, W.Sobotka, H.Muik)
- Wir sind noch einmal davongekommen (Telegraphen-Junge, Gruppe 80, Wien. R: E. Pauer, 2004)
- Aladdin (Aladdin-Walk In Cover, Ö/D-Tour, Thelen&Thelen Entertainment, 2004)
- Romeo+Julia (Tybalt+Lorenzo, Internationales Shakespeare-Festival Neuss, R: M.Steinwender, 2004+2005)
- Die kleine Zauberflöte (Mozart, Jennersdorfer Kulturherbst, R: D.Kerschbaum, 2003)
- Comedian Harmonists II (Herbert Imlau, Scherzo – ORF Theater Klagenfurt, R: A.Kuchinka, 2003)
- Das Medium (Toby, Konzerthaus Klagenfurt, R: R.Pries, 2002)
- Der eingebildete Kranke (Cleante, Festspiele Eberndorf, R: J.Schlaminger, 2002)
- Cyrano (Kadett, Scherzo – Konzerthaus Klagenfurt, R: A.Kuchinka, 2001)
- Der tollste Tag (Cherubin, Festspiele Eberndorf, R: J.Schlaminger, 2000)

## Arbeit als Regisseur (Auszug)
- „Im freien Fall“ (A.Schmidleitner/M.Niavarani, Kabarett Simpl-Revue 17/18, Wien)
- „VOR-Magazin: LIVE“ (Volkstheater Wien, 2017)
- „Sunset Boulevard“ (A.L.Webber, Frankenfestspiele Röttingen, 2016 - CO)
- „Simon Kramer“ (G.Schuller/H.Toefferl, Musical-Uraufführung, 2016, CCV)
- „Burn Out“ (S.Haydn/J.Uhlenhoff, Musical-Uraufführung, 2015, Admiralspalast Berlin)
- „Villacher Viellacher“ (R.Frankl/M.Niavarani u. a., Comedy-Revue, Bambergsaal Villach, 2015)
- „Denn sie wissen nicht…“ (A.Aschenbrenner/P.Wunderl, Kabarett-Programm, Casanova Wien, 2015)
- „Sex Sells“ (St.Konrad/E.Schuster, Comedy-Programm, Kulisse Wien, 2014)
- „Juri“ (F.Melquot, österr. Erstaufführung, Schauspiel, KHS Villach, 2013)
- „Alles gelogen-Elke Winkens“ (G.Castaneda, Kabarett-Programm, Eden Bar Wien, 2013)
- „Leben für die Bühne“ (Dagmar Koller: Bühnen-Comeback-Show, Kammerspiele Wien, 2012)
- "Für immer in Jeans – Die Peter Kraus Revue (P.Hofbauer, u. a. Stadthalle Wien, Musical-Dome Köln, 2012)
- „Gretchen 89ff.“ (Lutz Hübner, Schauspiel, KHS Villach, 2012 – CO)
- „Kurzschluss-Susanna Hirschler“ (M.Schöttl, Metropol Wien, 2011)
- „Offene Zweierbeziehung“ (D.Fo, F.Rame, Schauspiel, Sommerspiele Wolkersdorf, 2010)
- „Trotz aller Therapie“ (Ch.Durang, Schauspiel, Andino Wien, 2009)
- Don Carlos 06 (F. Schiller, Schauspiel, Theater des Augenblicks, 2006)

## Arbeit als Sprecher (Auszug)
ZOOM – Kinderausstellung, Österreichischer Rundfunk, ServusTV, McDonald’s, Nissan, Sony, ÖAMTC, Dulcolax, Alpla, 3, T-Mobile, IKEA, Kurier (Tageszeitung), Schwarzkopf (Haarkosmetik), Schartner Bombe, NÖ-Card, Vereinigte Bühnen Wien.